# Монне-Паке, Кевин
Кеви́н Монне́-Паке́ (фр. Kévin Monnet-Paquet; 19 августа 1988, Бургуин-Жалльё, Франция) — французский футболист, крайний полузащитник клуба «Арис (Лимасол)».

## Клубная карьера
Воспитанник школы «Ланса» Монне-Паке дебютировал в Лиге 1 19 августа 2006 года в день своего 18-летия против «Лорьяна», заменив на 78-й минуте Жонатана Лякура.
23 августа 2008 года он забил свой первый мяч в чемпионате Франции в дерби с «Валансьеном». В сезоне 2007/08 «Ланс», занявший 18-е место в Лиге 1, отправился во второй дивизион. После года в Лиге 2 клуб благодаря в том числе бомбардирским успехам Монне-Паке смог вернуться в высший дивизион. Проведя ещё один, четвёртый, сезон в «Лансе» футболист, за год до этого подписавший контракт до 2013 года, отправился в аренду в «Лорьян».
Арендное соглашение было заключено до конца сезона с правом выкупа, чем и воспользовался «Лорьян». В итоге в этой команде Монне-Паке провел четыре сезона.
23 июня 2014 года Монне-Паке перешёл в «Сент-Этьен» на правах свободного агента.
1 октября 2015 года футболист забил первый гол в еврокубках в матче Лиги Европы против «Лацио».
В мае 2023 года было объявлено, что французский футболист покидает кипрский «Арис» по окончании срока действия контракта.

## Международная карьера
В 2008 году Монне-Паке вызывался в молодёжную сборную Франции, за которую провел 7 матчей.

## Достижения
«Арис» Лимасол
- Чемпион Кипра: 2022/23